# 葛飾北斎 (2代目)
二代目 葛飾 北斎（にだいめ かつしか ほくさい、生没年不詳）とは、江戸時代の浮世絵師。

## 来歴
葛飾北斎の門人とされるが、北斎の二代目を称した者は二人いたといわれている。
『浮世絵師伝』では「二代北斎を名乗りし者二人あり」とし、千葉県銚子市の円福寺所蔵の大絵馬「平敦盛と熊谷直実組討図」に、「文化十三丙子歳（1816年）秋八月吉辰　東都二世鈴木北斎辰政画」の落款と「江戸南茅場町　願主橋本市兵衛」という墨書があり（『浮世絵師伝』は「某寺所蔵」の「武将組打之図」とする）、一方で天保13年（1842年）版の『広益諸家人名録二編』には、「北斎　名辰政 為一翁門人　浅草山谷 橋本庄兵衛」とあることを指摘している。よって、北斎の二代目を称する者が「鈴木」と「橋本」で二人いたとしているが、同一人物ともいわれており、二代目北斎を名乗った者の素性については明らかではない。
『新増補浮世絵類考』には、葛飾為一（初代北斎）の項に「二代目北斎は本所の産なりしが、後吉原仲の町亀屋といふ茶屋になる」との記述があり、この人物は両国の回向院で布袋の大画を描いたという。「名古屋にて出山釈迦を画けり」ともある。また『葛飾北斎伝』によれば、初代北斎が弘化3年（1846年）、大坂の「書物屋衆中」に宛てた手紙にも「此節門人戴斗の画を北斎と唱へ候由、是は新吉原亀屋喜三郎と申す者へ、三十年以前ゆずり遣し候」とあり、それが「漫りに戴斗の画を、北斎と申しふらし候儀」があったと述べている。
青葱堂冬圃の随筆『真佐喜のかつら』も二代目北斎について記しており、それによれば二代目北斎は「深川高橋に住ける橋本何某が悴喜三郎と云もの」で、幼少のころ商家に丁稚奉公に出たが、暇さえあれば絵ばかり描いていたので、暇を出されて実家に戻った。そして北斎の門人となり「二代北斎」を称したという。しかし後に「新吉原遊女屋の養子となり、画名発せず、末ハいかゞなりしや」とも記している。
二代目北斎の作とされるものは「傘持ち美人図」や「十六羅漢図」などの肉筆画があるが、安政5年（1858年）刊行の『利根川図志』には他の絵師たちとともに「葛飾北斎」が挿絵を描いており、これも二代目北斎の事といわれている。

## 作品

### 版本挿絵
- 『続膝栗毛』 ※十返舎一九作。文政2年（1819年）の序文がある第九編の「信州水内郡川中島 善光寺之図」に、「二世北斎写」の落款がある。
- 『利根川図志』 ※赤松宗旦作、安政5年刊行。第一巻の「凡例」に、「巻中の画図名印無きは葛飾北斎なり」とある。

### 肉筆画
- 「平敦盛と熊谷直実組討図」 扁額（絵馬）、板地彩色 円福寺所蔵 ※文化13年
- 「十六羅漢図」 絹本着色 ※「葛飾為一翁門人 北斎辰政筆」の落款、「鈴辰政印」の白文方印と印文不明の朱文方印あり
- 「傘持ち美人図」 絹本着色 東京国立博物館所蔵 ※「二世葛飾北斎辰政筆」の落款、「北齋之印」の白文方印あり。ウィリアム・スタージス・ビゲロー旧蔵品
- 「三美人図」 絹本着色、三幅対 ボストン美術館所蔵 ※三幅いずれも画賛あり、「雷震」の白文方印を捺す。「季鷹」とは賀茂季鷹のこと。落款と画賛は以下の通り。
  - 「二代目北斎筆」 / 「山吹の 花色衣 来て見よと いはぬはかりの 香にゝほひつゝ 季鷹」
  - 「二世北斎筆」 / 「深み草 ふかき色香に さきにほふ 心の花を 折人やたれ 季鷹」
  - 「二代め北斎筆」 / 「たをや女か 休らふ花の 外に亦 心の花の 色もみえける 季鷹」
- 「文読む美人図」 絹本着色 ボストン美術館所蔵 ※「葛飾の住 二世北齋筆」の落款と「北齋之印」の白文方印、「浅からぬ 浅香の沢の 花かつみ かつ見る文の 中そゆかしき 蜀山人」の画賛あり
- 「三国志英雄肖像　張飛・趙雲・諸葛亮・黄忠・関羽・馬超」 紙本着色、額装6枚 ウィーン国立工芸美術館所蔵 ※「張飛」に「葛飾北齋辰政画」の落款、「鈴辰政印」の白文方印と「弘頁」の朱文方郭内円印あり。もとは六曲一隻の屏風だったのではないかといわれている。
- 「七福神図」 絹本墨画淡彩 日本浮世絵博物館所蔵 ※七人の合筆によるもので、弁財天に「二代目北齋筆」の落款と「葛飾」の朱文方印あり
- 「雉子図」 ※「富ヶ岡 鈴北齋画」の落款あり
- 「万才図」 絹本着色 ※「應需模先師之図 北斎辰政」の落款、「よろつ代と さかゆく春の うれしさを つゝみあまりて たちやまふらむ □平」の画賛あり